# Chevelle

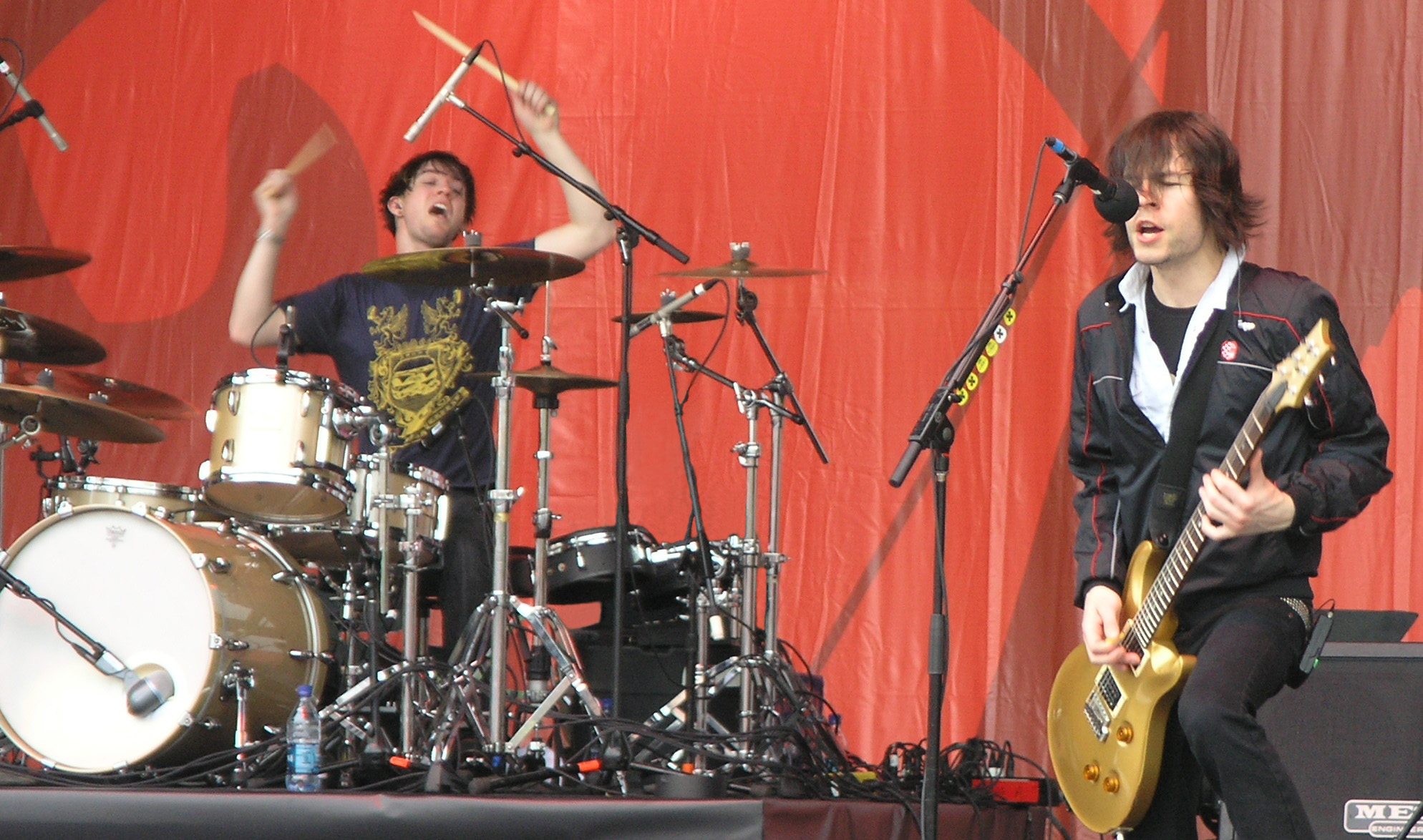
Chevelle in 2007

Chevelle is een alternatieve metalband uit Chicago en bestaat uit drie broers met de achternaam Loeffler. De band werd gevormd in 1994 en werd bekend in 2002 met het nummer "The Red". Alhoewel Chevelle wordt geclassificeerd als een alternatieve metalband, worden ze regelmatig ten onrechte geclassificeerd als "christelijke rock", ondanks dat ze in verscheidene interviews al hadden verklaard dat dit een vergissing is. Loeffler zegt hierover: "Het is een gerucht dat ons waarschijnlijk wel altijd zal blijven volgen. Het is vrij eenvoudig. Wij ondertekenden oorspronkelijk bij een maatschappij met een christelijk label waarbij ook John Tesh en Amy Grant zijn ondergebracht. En dat is gewoon een vergissing geweest".
De naam van de band verwijst naar de favoriete auto van de vader van de Loefflers. In 2005 werd bassist Joe Loeffler vervangen door Dean Bernardini. Hij is een zwager van de Loefflers.
In het begin gecontracteerd door Squint Entertainment, staat Chevelle nu onder contract bij Epic Records.

## Bandleden
Huidig
- Pete Loeffler:  vocalist, gitarist (1995 - nu)
- Dean Bernardini : bassist (2005 - nu)
- Sam Loeffler:  drummer (1995 - nu)

Voormalig
- Joe Loeffler : bassist (1995-2005)

## Discografie
- Point No. 1 (04-05-1999)
- Wonder What's Next (08-10-2002)
- Live from the Road (11-11-2003)
- This Type of Thinking (Could Do Us In) (21-09-2004)
- Vena Sera (03-04-2007)
- Sci-Fi Crimes (08-31-2009)
- Hats Of To The Bull (06-12-2011)
- La Gárgola (01-04-2014)
- The North Corridor (08-06-2016)
- NIRATIAS (2021)